# 스팸 프리터
스팸 프리터(spam fritter)는 반죽물에 튀겨지는 스팸 조각이다. 영국에서 일반적으로 피시 앤 칩스 가게나 햄버거 가게에서 제공되는 스팸 프리터는 감자 튀김, 으깬 완두콩과 같이 먹는다. 스팸 프리터는 2차 세계 대전 기간에 생선을 구할 수 없었기 때문에 처음 소개되었다.

## 참고
1. ↑  Johnson, Leslie (2005년 5월 14일). “WW2 People's War - Leslie Johnson Chepstow memories”. 《BBC》. 2017년 7월 20일에 확인함.